# Carnosaur 3
Série
Carnosaur 2
(1995)
Pour plus de détails, voir Fiche technique et Distribution.
Carnosaur 3 (Carnosaur 3: Primal Species) est un film américain réalisé par Jonathan Winfrey, sorti en 1996.

## Synopsis
Un groupe de terroristes s'empare d'un camion supposé contenir de l'uranium. À défaut d'uranium, le véhicule contient en réalité des dinosaures cryogénisés, deux vélociraptors et un T-rex. Les terroristes sont sauvagement tués et les dinosaures sont maintenant en liberté. Une équipe de militaires est engagée pour les capturer.

## Fiche technique
- Titre : Carnosaur 3
- Titre original : Carnosaur 3: Primal Species
- Réalisation : Jonathan Winfrey
- Scénario : Rob Kerchner
- Production : Roger Corman
- Société de production : Concorde-New Horizons
- Musique : Kevin Kiner
- Photographie : Andrea V. Rossotto
- Montage : Louis F. Cioffi
- Décors : Nava
- Costumes : Maral Kalinian
- Pays d'origine : États-Unis
- Format : Couleurs - 1,33:1 - Dolby - 35 mm
- Genre : horreur, science-fiction
- Durée : 85 minutes
- Date de sortie : 17 décembre 1996 (États-Unis)

## Distribution
- Scott Valentine : le colonel Rance Higgins
- Janet Gunn : le docteur Hodges
- Rick Dean : Polchek
- Anthony Peck : le général Pete Mercer
- Rodger Halston : Sanders
- Terri J. Vaughn : B.T. Coolidge
- Billy Burnette : Furguson
- Morgan Englund : Rossi
- Stephen Lee : le sergent
- Justina Vail : Proudfoot
- Cyril O'Reilly : Dolan le chef des terroristes
- Abraham Gordon : Billings
- Michael McDonald : l'officier de police Wilson
- David Roberson : Johnson
- Jonathan Winfrey : Bob

## Franchise Carnosaur
- 1993 : Carnosaur, de Adam Simon et Darren Moloney
- 1995 : Carnosaur 2, de Louis Morneau
- 2001 : Raptor, suite non officielle de Jim Wynorski
- 2006 : The Eden Formula, seconde suite non officielle de John Carl Buechler